# Tone Wieten
Tone Wieten (17 marzo 1994) è un canottiere olandese, campione olimpico nel 4 di coppia a Tokyo 2020 e a Parigi 2024 e del bronzo nell'8 con a Rio de Janeiro 2016.

## Palmarès
- Giochi olimpici

Rio de Janeiro 2016: bronzo nell'8;
Tokyo 2020: oro nel 4 di coppia;
Parigi 2024: oro nel 4 di coppia;
- Campionati del mondo di canottaggio

Aiguebelette-le-Lac 2015: bronzo nell'8.
Linz-Ottensheim 2019: oro nel 4 di coppia
- Campionati europei di canottaggio

Račice 2017: bronzo nell'8.
Lucerna 2019: oro nel 4 di coppia.
Poznań 2020: oro nel 4 di coppia.